# Конде, Альфредо
Конде, Альфредо (род. 5 января 1945, Альярис, Оренсе) — испанский (галисийский) писатель, политик.
Избирался в парламент Галисии, был министром в галисийском правительстве. Неоднократный лауреат литературных премий.

## Биография
Родился в галицийской семье среднего достатка. Родители были «гальегисты» по убеждениям — то есть защитники самобытности и автономии Галисии. Юношей изучал мореходство в Морской школе Ла-Коруньи и историю в Университете Сантьяго-де-Компостела. Работал моряком, учителем истории в частной школе. Избирался депутатом галисийского парламента как независимый член группы PSdeG (1981—1993), был министром культуры при Фернандо Гонсалесе Лаксе (1987—1990).

## Творчество
Альфредо Конде пишет на галисийском и испанском языках, в зрелые годы все чаще отдавая предпочтение последнему. Переведен на английский, итальянский, китайский, французский, русский языки. Широкую известность получил его роман «Ромасанта». Исповедь убийцы из Альяриса, «рассказанная им самим». Он основан на реальной истории серийного убийцы, наводившего ужас на Галисию в XIX веке. Трактовка истории Ромасанты, предложенная Конде была впоследствии использована в фильме «Ромасанта. Охота на оборотня».

### Романы на русском
- Ноа и её память, «Издательство Санкт-Петербургского университета», ISBN 5-288-02747-1, 2000 г.
- Грифон, Азбука-классика, ISBN 5-352-00252-7; 2002 г.
- Синий кобальт: Возможная история жизни маркиза Саргаделоса, Азбука-классика, ISBN 5-352-00452-X; 2003 г.
- Ромасанта: Человек-волк, Азбука-классика, ISBN 5-352-01004-X; 2004 г.
- Тайна апостола Иакова, «Азбука, Азбука-Аттикус», ISBN 978-5-389-02905-7, 2012 г.